# 柳田理科雄
柳田 理科雄（やなぎた りかお、本名同じ、1961年（昭和36年）6月21日 - ）は、日本の作家、漫画原作者、大学教員、ラジオパーソナリティ、YouTuber。
明治大学理工学部 兼任講師。株式会社『空想科学研究所』主任研究員。

## 人物
鹿児島県熊毛郡南種子町出身。父は南種子町長を2007年まで4期16年務めた柳田長谷男。「理科雄」は、ペンネームではなく本名である。彼が生まれる2ヵ月ほど前（1961年4月12日）にユーリイ・ガガーリンが世界初の宇宙飛行に成功しており、これに感激した父が「これからは科学の時代だ」と考えて命名した名前であるという。「理科雄」という変わった名前で父が出生届を出した際、町役場の係員からは「本当にこれでいいんですね？」と繰り返し念を押されたという。また、当時健在だった曾祖父（父の祖父）からも「もっと人間らしい名前をつけんか」と怒られたという。しかし、柳田本人はこの珍しい名前のおかげで他人から覚えてもらいやすく、交友関係が広くなったと語っている。
幼少の頃より科学者を志していた一方、当時放送していた『ウルトラマン』を特撮とは思わず現実のニュース番組だと本気で信じていた少年でもあった。中学時代にはウルトラマンや仮面ライダーの話題について熱心に議論をしていたという。鹿児島市立城西中学校、鹿児島県立鶴丸高等学校を経て京都大学理学部を受験するが失敗。しかも高校時代から憧れていた京都大学の佐藤文隆教授がその年に退官したことを知って、京都大学へ行く目的を失ってしまう。その後、1年間の浪人生活を経て東京大学理科一類に入学。本来は宇宙への強い関心から宇宙物理学を専攻するつもりだったが、当初の期待に反して自分のやりたい勉強を自由にさせてくれない東京大学の理不尽なカリキュラムに失望し、大学へは次第に足が向かなくなった。その一方で在学中から学習塾講師のアルバイトを始め、その仕事の魅力に取り付かれてしまい、本格的に学習塾講師の道へ進むことを決意して大学を中退。いくつかの学習塾を渡り歩き、中華人民共和国でも1年間の研鑽を積んだ後、1991年に個人経営の学習塾「天下無敵塾」を開校したが、本人いわく「経営者としての才能は全くなかった」とのことで、塾はたちまち経営難に陥る。そのような状況の中、塾の経営を立て直す資金を作るため、中学時代からの友人で当時宝島社の編集者を務めていた近藤隆史の勧めにより、中学時代の議論の内容を本にするという形で、空想科学アニメや特撮番組などの描写を空想科学的に考察する『空想科学読本』を1996年に出版。当初は発行部数1万部の予定だったが、最終的には60万部を超えるベストセラーとなった。しかし、柳田が経営していた塾は、『空想科学読本』の印税が入金される前に倒産してしまったという。その後は、高校時代からの友人が経営していた学習塾で講師を務めながら『空想科学読本』の続編の執筆を続け、2000年から専業作家になった。これと並行して、1999年に近藤隆史と共同で有限会社『空想科学研究所』（2016年7月より株式会社へ移行）を設立し、柳田自身は研究所の主任研究員を名乗っている（近藤は所長）。
執筆活動の傍ら、明治大学で非常勤として教鞭を執っているが、大学を中退してしまった過去から、かなりやりがいのある仕事であると著書の中で語っている。講義では、ウルトラマンと怪獣の取っ組み合いのシーンから衝突時に発生するエネルギーの算出などをテーマとしている。
本人の言によると、1990年代までの時点で酒に費やした総額が1千万円を超えているという酒好き。空想科学読本2の注釈では「筆者はウィスキーの中ではバーボンが好きだ。（中略）酒全般でいちばん好きなものを挙げるとしたら、芋焼酎『南泉』（上妻酒造）である」などと、自分が好きな酒の銘柄を具体的に語っている。また、仕事の都合で1990年から中国に1年間滞在していた時期には「今日本のプロレス界はどうなっているか」と気が気ではなかったというほど無類のプロレス好きでもあり、特に『空想科学読本』シリーズの中では、体が大きく力の強い人間の代表としてジャイアント馬場を頻繁に登場させている。
漫画や特撮番組における戦闘シーンや秘密兵器の設定について熱心な考察を行っている一方、自身の祖父が太平洋戦争で戦死していることから、現実の戦争に対しては明らかな嫌悪を示しており、戦争の定義についても「無能な権力者が『これしか道はない』と言って選択してしまう最悪の政策で、関係国の国民は勝敗にかかわらず多大な迷惑を被る」などと、政治への皮肉と批判を込めて表現している。また、かつてフランスの大統領だったジャック・シラクが1996年1月までに6回の核実験を強行した件についても、1997年発行の『空想科学読本2』において、「いくら元ドゴール派だからって、今さら『強いフランス』なんか目指すな、バカ！」などといった表現でシラクを強く非難している。
プロ野球は埼玉西武ライオンズのファンである。本人いわく九州出身ということもあって、前身の西鉄ライオンズ時代から応援しているという。
2018年からはYouTubeにて解説動画『空想科学研究所KUSOLAB』を投稿し続けている。この動画では時おり近藤隆史が共演することもあるが、近藤は本名を名乗ることはなく、「所長」とだけ称している。ただし、巨大ヒーローの体重を考察する動画の中で、柳田が所長を「近藤くん」と本名で呼んだことがある。

## 著作活動
柳田以前にも「空想科学」的作品に対し「空想科学」的に考察した本は出版されていたが、子供向けの作品を中心に、劇中描写（作品の設定はあまり省みず描写のみを重視することが多い）に対して科学的な考証を混ぜつつ独自の仮説を展開、笑える結論を導き出すスタイルが受けた。『空想科学読本』については、2016年3月に単行本の最新巻である『空想科学読本17』までが発売されている。文庫本の最新刊は、2018年7月刊行の『空想科学読本 滅びの呪文で、自分が滅びる!』（『空想科学読本』のみならず、関連書籍などに掲載された原稿を元にして大幅な改稿・書き下ろしを追加したもの）。
他に空想科学シリーズとして、漫画のヒトコマに注目しその描写を科学的に考察する『空想科学漫画読本』や、実写映画の描写を科学的に考察する『空想科学映画読本』、昔話の内容を科学的に考察する『空想科学日本昔話読本』などを発表している。出版元のメディアファクトリーによれば、空想科学読本1から4までの累計が200万部以上と発表されている。児童向けの『ジュニア空想科学読本』シリーズは2018年夏に累計100万部を突破し、『ポケモン空想科学読本』シリーズは2017年時点で累計15万部を発行している。また空想科学シリーズ全体では、2018年時点で累計500万部とされている。
このほか漫画・小説の原作者としても複数の著作を持っており、事象について「科学的に考察する」ことが作品における重大なテーマになっている。
漫画やアニメに関しては、著作活動を始めてた当初はさほど見ておらず、『ドラえもん』など昭和期の作品ネタが中心だった。読者から質問されるたび『ドラゴンボール』『名探偵コナン』などを全巻買って学び、ポケットモンスター（ポケモン）や『進撃の巨人』『スター・ウォーズ』などにも対象が広がっていった。
他に空想科学を冠としたラジオ番組のパーソナリティや、『侍ジャイアンツ』再放送における各種魔球の科学的解説など、マスメディアにおいても活動している。

## 評価
作品や考察の手法に対しては、作品設定の認識（公式設定の調査不足、自分独自の設定の作出等）から物理法則の適用まで大小様々な間違いが含まれていることが、山本弘らによって指摘されている（例：ロケット推進の原理。ロケットパンチの「光子力ロケット」を光子ロケットと混同してる、など）。山本弘による批判は1冊の書籍となり『こんなにヘンだぞ!空想科学読本』と題して発行されている。
科学的な考察の間違いや作品設定の誤認の他、「子どもの夢を壊すような研究をしてどうする」といった意見もある。柳田自身は『ウルトラマン』視聴時にその特撮シーンがとても作りものだと信じられなかったような少年であり、「漫画の世界を否定したいのではなく、実際にやったら、どうなるんだろう? という興味を抑え切れない」（『空想科学漫画読本2』より）や、「空想科学を現実で行うのは大変なこと。科学的に有り得ない物事を考え付くのが人間の空想力の素晴らしいところであり、笑ってしまう点が現代の科学技術がアニメや特撮に追いついていない部分」と述べている。複数回にわたって取り上げている『マジンガーZ』も、再放送を毎回正座して視聴するほど好きだったとも書いている。
間違いについては本人も気にしており、読者の指摘などを元に再版時や文庫化など機会があるごとに訂正が行われ、注釈やあとがきなどで謝罪を行っている。間違いの指摘についても「科学は皆の力で発展するものだから間違いの指摘はどんどんしてほしい」という姿勢をとっている。
批判の一方で、理科嫌いの子供に科学への興味を惹起させる効果を評価する向きもあり、『全国こども電話相談室』回答者、インパク中部電力出展の監修者、産総研子ども向け科学講座の講師などに選ばれている。このほか2007年から、高等学校・高等専門学校の図書館向けに『空想科学 図書館通信』のファクシミリ配信も行っている（2015年10月よりウェブ配信に移行）。

## 著書
- 『空想科学読本』1 - 17 宝島社、1996-97年 メディアファクトリー、1999-2016 
  - 『空想科学読本6.5』2008年　
  - 『空想科学読本Q』2010年
  - 『金の空想科学読本』2011年（1～9までの読者が選んだ人気原稿25本を収録したBEST版）
  - 『銀の空想科学読本』2011年（1～10までの筆者が選んだ26本を収録したBEST版）
  - 『空想科学読本ミドリ』2011年（空想科学の疑問の中でも「緑」をテーマに置いたスペシャル版）
  - 『空想科学読本 3分間で地球を守れ!?』KADOKAWA（角川文庫）2017年
  - 『空想科学読本 正義のパンチは光の速さ!?』KADOKAWA（角川文庫）2017年
  - 『空想科学読本 滅びの呪文で、自分が滅びる!』KADOKAWA（角川文庫）2018年
- 『空想非科学大全』メディアワークス、1998年
- 『空想科学論争!』（円道祥之および木原浩勝との対談）扶桑社、1999年
- 『空想科学「映画」読本』 1 - 2　扶桑社、2000-04年
- 『空想科学「漫画」読本』 1 - 4　日本文芸社、2000-05年
- 『空想科学少女リカ』（岡崎弘明との共著）日本文芸社、2004年
- 『ゴジラVS柳田理科雄』メディアファクトリー、2004年
- 『空想科学「日本昔話」読本』扶桑社、2006年
- 『なぜ僕は理科を好きになったのだろう?』集英社インターナショナル、2006年
- 『ナレッジエンタ読本1 恐竜大戦!』（荒木一成との対談）メディアファクトリー、2007年
- 『空想科学「生活」読本』扶桑社、2007年
- 『柳田理科雄のウナレンがゆく なぞなぞは心のラブレター』講談社、2007年
- 『ナレッジエンタ読本4 科学バカ人生!』メディアファクトリー、2008年
- 『ナレッジエンタ読本9 空想科学入門!』福田沙紀共著、メディアファクトリー、2008年（ラジオ番組『福田沙紀と柳田理科雄のラジオ空想科学研究所』を書籍用に再構築したもの）
- 『ナレッジエンタ読本5 空想キッチン!』（ケンタロウとの対談）メディアファクトリー、2008年、同社（空想科学文庫）で「空想お料理読本」として文庫化 2010年
  - 『空想お料理読本2』メディアファクトリー（空想科学文庫）、2011年
- 『ナレッジエンタ読本20 史上最強のロボット!』（高橋智隆との対談）メディアファクトリー、2009年
- 『理科雄は本名です』メディアファクトリー、空想科学文庫、2010年
- 『イナズマイレブン科学研究所』エンターブレイン（ファミ通BOOKS）、2011年
- 『戦国BASARA科学研究所』エンターブレイン（ファミ通BOOKS）、2013年
- 『ラジオ空想科学研究所』第1夜-2　武井咲共著 メディアファクトリー（空想科学文庫）、2011-12年
- 『空想科学のツイッター』メディアファクトリー、2013年
- 『ジュニア空想科学読本』全30巻 KADOKAWA（角川つばさ文庫）、2013 - 2025年
- 『空想科学「理科」読本』大和書房、2015、講談社（青い鳥文庫）で分冊化（「エネルギー・地球編」「粒子・生命編」）、2021年
- 『ポケモン空想科学読本』1 - 4 オーバーラップ、2016 - 2019年
- 『柳田理科雄の1日1科学』汐文社、春・夏・秋・冬　2015 - 2016年
- 『進撃の巨人 空想科学読本』講談社、2016年
- 『スター・ウォーズ空想科学読本』講談社（講談社文庫）2017年
- 『MARVEL マーベル空想科学読本』講談社（講談社文庫）2019年
- 『妖怪 空想科学読本』PHP研究所（PHPジュニアノベル）2019年
- 『うんこドリル空想科学読本』1 - 2 文響社（うんこBooks）2020 - 2021年
- 『PIXAR ピクサー空想科学読本』講談社（青い鳥文庫）2023年
- 『名探偵コナン 空想科学読本』小学館（小学館ジュニア文庫）2024年

原作・監修
- 『空想科学大戦!』1 - 4（漫画・筆吉純一郎）メディアファクトリー：1998 - 2000年　ソニー・マガジンズ：2001年
  - 『最後の空想科学大戦!』（『空想科学大戦!』1 - 4に続く5、漫画・筆吉純一郎）ジャイブ、2006年
  - 『Dr.猫柳田の科学的青春』1 - 5（『空想科学大戦!』の番外編、漫画・筆吉純一郎）
- 『空想法律読本』1 - 2（科学面の監修を担当）
- 『俊平1/50』（山本貴嗣作。監修を担当）
- 『空想科学エジソン』（カサハラテツロー作。初期の原作を担当）
- 『空想科学学園』KADOKAWA（角川まんが学習シリーズ）（原作・監修を担当）
- 『おとぎ話を科学する! コミック空想科学読本』1 - 2 KADOKAWA（角川まんが学習シリーズ、原作・監修を担当）

## 出演番組
- ドコでモ空想科学（テレビ静岡）
- ラジオ空想科学研究所（ニッポン放送、パーソナリティ）
- 全国こども電話相談室（TBSラジオ、回答者）
- 森田一義アワー 笑っていいとも!（フジテレビ、水曜日・「確率王者　キセキング」）
- 一文字弥太郎の週末ナチュラリスト 朝ナマ!→週末ナチュラリスト（中国放送、番組内コーナー「空想科学ラジオ読本」コメンテーター）
- BLACK OUT（テレビ朝日、科学アカデミー：滝川役、1995年11月4日、1995年11月11日）
- ゴー傑P（MBSラジオ、ゲスト、2006年8月5日）
- 溜池Now（GyaO、「第1回溜池天下一武道会」）
- FNSソフト工場『とびだせ! 空想科学』（テレビ静岡、2007年12月30日）
- 漫画やアニメの名場面が現実に!?とびだせ!空想科学（フジテレビ、2008年8月3日）
- さんタク（フジテレビ、2010年1月3日）
- 世界一受けたい授業（日本テレビ、ゲスト、2010年6月12日）
- 水曜日のダウンタウン（TBS、科学検証、2014年8月6日、2017年8月2日）
- すっぴん!（NHKラジオ第一、ゲスト、2015年2月26日）